# Bernat de Cardona i de Raset
Bernat de Cardona i de Raset, prior de Sant Miquel del Fai i ardiaca major i canonge de Girona, d'on fou bisbe posteriorment (1656-1658). Va ésser nomenat president de la Generalitat de Catalunya el 22 de juliol de 1641.
Era fill de Jaume de Cardona i de Segurioles i de Maria de Raset, descendent d'una branca il·legítima de Joan Folc de Cardona, primer duc de Cardona.
La seva carrera eclesiàstica començà coma prior de Sant Miquel del Fai des d'on va passar a la diòcesi de Girona. Allà va ser canonge i ardiaca major entre 1617 i 1654. Entre 1656 i la seva mort el 1658 fou bisbe de Girona, si bé va ser consagrat a Barcelona i va ser comunicat posteriorment al capítol gironí.
Al final del període en què Catalunya va tenir dependència francesa, ell igual que la resta de la diòcesi varen estar al costat de rei d'Espanya, especialment quan el mariscal Charles de Monchy d'Hocquincourt va assetjar la ciutat de Girona, en què varen donar ple suport a Joan d'Àustria.
Però la primera tasca que va haver d'afrontar com a president de la Generalitat fou la signatura del Pacte de la Péronne el 19 de setembre de 1641 amb el rei francès Lluís XIII. L'eufòria dels primers temps d'aliança francesa es posen de manifest per l'entrada triomfal del nou lloctinent francès, Urbain de Maillé, a Barcelona el 23 de febrer de 1642, la celebració de la conquesta de Perpinyà per les tropes franco-catalanes el 9 de setembre de 1642 o la derrota de Pere Antoni d'Aragó prop de Vilafranca quan anava a socórrer al rei Felip IV a Perpinyà.
Però amb el pas del temps comencen les primeres discussions amb les autoritats franceses que donaven un paper marginal a Catalunya en el conjunt de la corona francesa. Tampoc agradava la competència dels comerciants francesos i amb la caiguda del comte-duc d'Olivares, identificat com el causant de la crisi de 1640, es comencen a produir les primeres escissions entre els partidaris de França -beneficiats pel repartiment de càrrecs- i els que pensaven que els francesos estaven produint molts abusos, encapçalats pel governador de Catalunya, Josep Margarit, entre els que es comptaven Josep Fontanella, Josep d'Ardena i Pere Morell.
La Diputació decideix plantar cara a esta situació i remet un memorial de greuges a la cort de París l'octubre de 1643 reclamant la reparació dels següents assumptes:
- Que el virrei La Mothe retirés el plet contra la Generalitat referent als béns del duc de Cardona.
- Que els capitans i alcaids de castells havien de ser catalans.
- Que es restituïssin les armes que el 1639 es van deixar al castell de Perpinyà.
- Que es pagués puntualment a les tropes franceses, ja que la falta de recursos els portava a fer tropells entre la població.
- Que no es vulneressin els drets dels eclesiàstics.
- Que els soldats de Perpinyà foren aquarterats al castell i, així, permetrien el retorn als legítims habitants de les cases ara ocupades pels soldats.
- Que els oficials que trafiquen amb mercaderies al Rosselló paguessin els impostos locals.
- Que es publiqués el perdó general concedit per Lluís XIII en el jurament del primer lloctinent francès (el 1641).

Bona part d'aquestes reclamacions no fan altra cosa que exigir el compliment del Pacte de la Péronne de 1641.
Al final del seu mandat es produeix la caiguda de Lleida a mans castellanes i la destitució de Philippe de La Mothe-Houdancourt.